# Bisetocreagris nuratiensis
Espèce
Bisetocreagris nuratiensis est une espèce de pseudoscorpions de la famille des Neobisiidae.

## Distribution
Cette espèce se rencontre en Ouzbékistan et au Kazakhstan.

## Description
Le mâle holotype mesure 3,4 mm.

## Étymologie
Son nom d'espèce, composé de nurat[au] et du suffixe latin -ensis, « qui vit dans, qui habite », lui a été donné en référence au lieu de sa découverte, le Nourataou.

## Publication originale
- Dashdamirov & Schawaller, 1992 : Pseudoscorpions from Middle Asia, Part 1 (Arachnida: Pseudoscorpiones). Stuttgarter Beitraege zur Naturkunde, Serie A (Biologie), no 474, p. 1-18 (texte intégral).